# The Christmas Special (Regular Show)
The Christmas Special (igual que en España y Especial de Navidad en Hispanoamérica) es un especial que es el undécimo y duodécimo episodio de la cuarta temporada de Regular Show. Es el episodio número 91 y 92 en general. Como dice su nombre, este episodio es un especial de Navidad. En este especial, un elfo llamado Quillgin trata de destruir la Navidad con un poderosos regalo, por lo cual los trabajadores del Parque deberán destruir dicho presente. Thomas Haden Church, Ed Asner, y Kurtwood Smith fueron estrellas invitadas del episodio para darles voz a Quillgin, a Santa Claus, y a Gene.

## Sinopsis

### Pt. 1
En el Polo Norte, un edificio estalla en pedazos, y se puede notar a un elfo llamado Quillgin huir de la escena con un regalo en los brazos. Tras la explosión, coge un trineo del Hangar de Aviones. Sin embargo, Santa Claus llega, roba el regalo, y aparentemente, muere tras ser herido por Quillgin y caer al vacío.
Cambiando de escena, en la Casa de los Maellard, está celebrando una fiesta de Navidad. Durante la fiesta, tras que Benson escucha por parte del Sr. Maellard, que sus suéter de Rodolfo el Reno, es ridículo, descubre que se ha acabado la gaseosa, y como Thomas no puede traerla del garaje de Skips porque está atorado en la escalera, le pide a Mordecai y Rigby que vayan a traer más bebida. Sin embargo, ellos descubre que Santa McMurphy (Santa Claus), ha caído allí, y él les dice que es el verdadero Santa y les recuerda cuando le escribián que deben destruir el regalo de Quillgin, puesto que cuando Quillgin lo creó, el regalo se convertía en lo que más quería la gente, pero los volvía malvados, por lo cual él despidió a Quillgin de su fábrica de juguetes. Tras que ellos se van a traer a sus amigos, este desaparece.
Skips se da cuenta de que tienen que destruirlo en el parque rival, East Pines, pero al llegar ahí, Rigby activa una alarma disfrazada de muñeco de nieve, y Gene (el gerente de East Pines) y sus hombres los atrapan. Una vez en el cuartel general de East Pines, Gene y sus hombres también descubren la magia oscura del regalo, por lo cual los trabajadores del Parque tratan de convencerlos para destruir el regalo. Gene descubre que Quillgin y sus elfos ya están en East Pines, mientras ve una foto de su familia celebrando Navidad. Sin embargo, alguien empieza a patear la puerta de modo amenazador.

### Pt. 2
Tras descubrir que el que pateaba la puerta era un trabajador de East Pines, Gene lleva a los trabajadores del Parque a una cueva donde está la fosa para destruir el regalo. Gene y sus hombres tratan de detener a Quillgin y fracasan. Mientras tanto, la pandilla del Parque supera un juego de baile mortal con Musculoso para poder avanzar hacia la fosa (Musculoso aprendió a bailar así en "Fuzzy Dice"). Tras eso, Benson empieza a superar un juego de pinball, y de ese modo, siguen avanzando y se deshacen de algunos elfos de Quillgin que ya se encontraban ahí (Benson aprendió a superar este tipo de juegos y lo demostró en "Stick Hockey" y "Fuzzy Dice"). Tras eso, Papaleta se enfrenta a un Oso Polar (Papaleta demostró luchar contra enemigos fuertes en "Really Real Wrestling"), y lo vence.
Por fin acceden a la fosa de lava para destruir el regalo, pero Quillgin llega a la escena, y les exige el regalo de vuelta, en ese momento llega Santa, pero Mordecai se lanza contra Quillgin y caen a la fosa. Rigby se lanza para salvar a su amigo, y de ese modo, con el regalo, crean unos aerodeslizadores y se salvan, pero Quillgin y su creación caen a la lava, haciendo que el desgraciado y condenado elfo fallezca en el acto y que su regalo se destruya para siempre.
Tras regresar a Casa de los Maellard, Benson se deshace de su suéter, puesto que Claus le dijo que era tan ridículo que tuvo que haberlo tirado a la fosa. Benson les encarga a Mordecai y Rigby que empiecen a ordenar y limpiar la casa, y de paso, Thomas se desatora de la escalera, que se había dormido atracado ahí (aunque en realidad lo estaba fingiendo, como se reveló en "The Real Thomas"). Sin embargo, tras que Benson sale de la habitación a buscar materiales de limpieza, Mordecai y Rigby descubren que, por haberle ayudado, Santa Claus les ha regalado una capa de invisibilidad, y estos la usan para esconderse de Benson y jugar videojuegos en su consola.
El especial termina con Santa deseándole un "¡FELIZ NAVIDAD!" al espectador, rompiendo la cuarta pared para finalizar.

## Reparto de Voces
- J. G. Quintel - Mordecai, Fantasmano
- William Salyers - Rigbone "Rigby"
- Sam Marin - Benson Dunwoody, Papaleta Maellard, Mitch "Musculoso" Sorrenstein
- Mark Hamill - Pasotes "Skips" Quippenger
- Ed Asner - Santa Claus
- Roger Craig Smith - Thomas/Nikolai
- Kurtwood Smith - Gene
- Courtenay Taylor - Audrey
- David Ogden Stiers - Sr. Maellard
- Thomas Haden Church - Quillgin